# Elbchaussee

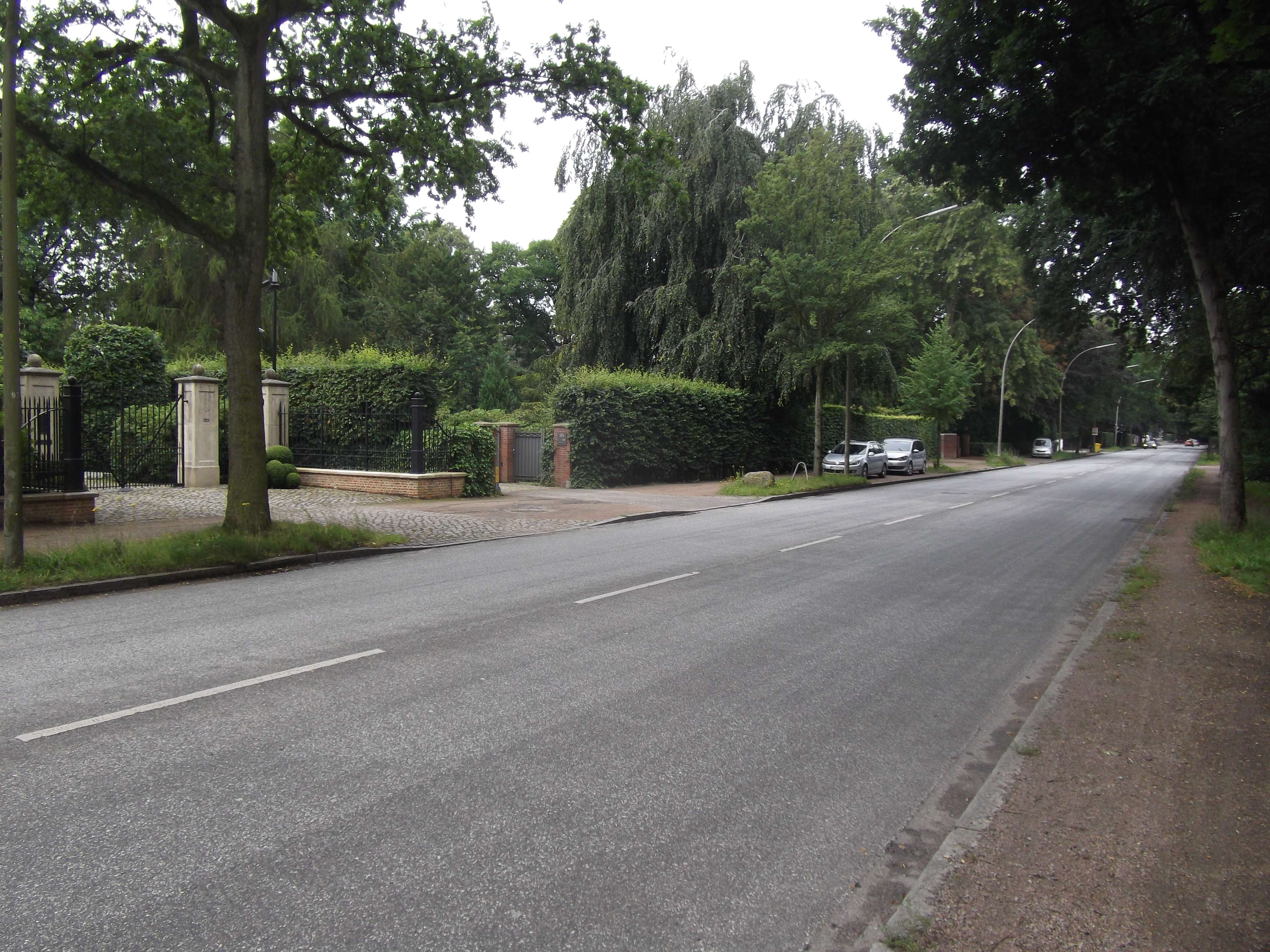
Viele Gebäude an der Elbchaussee sind von der Straße aus nicht sichtbar

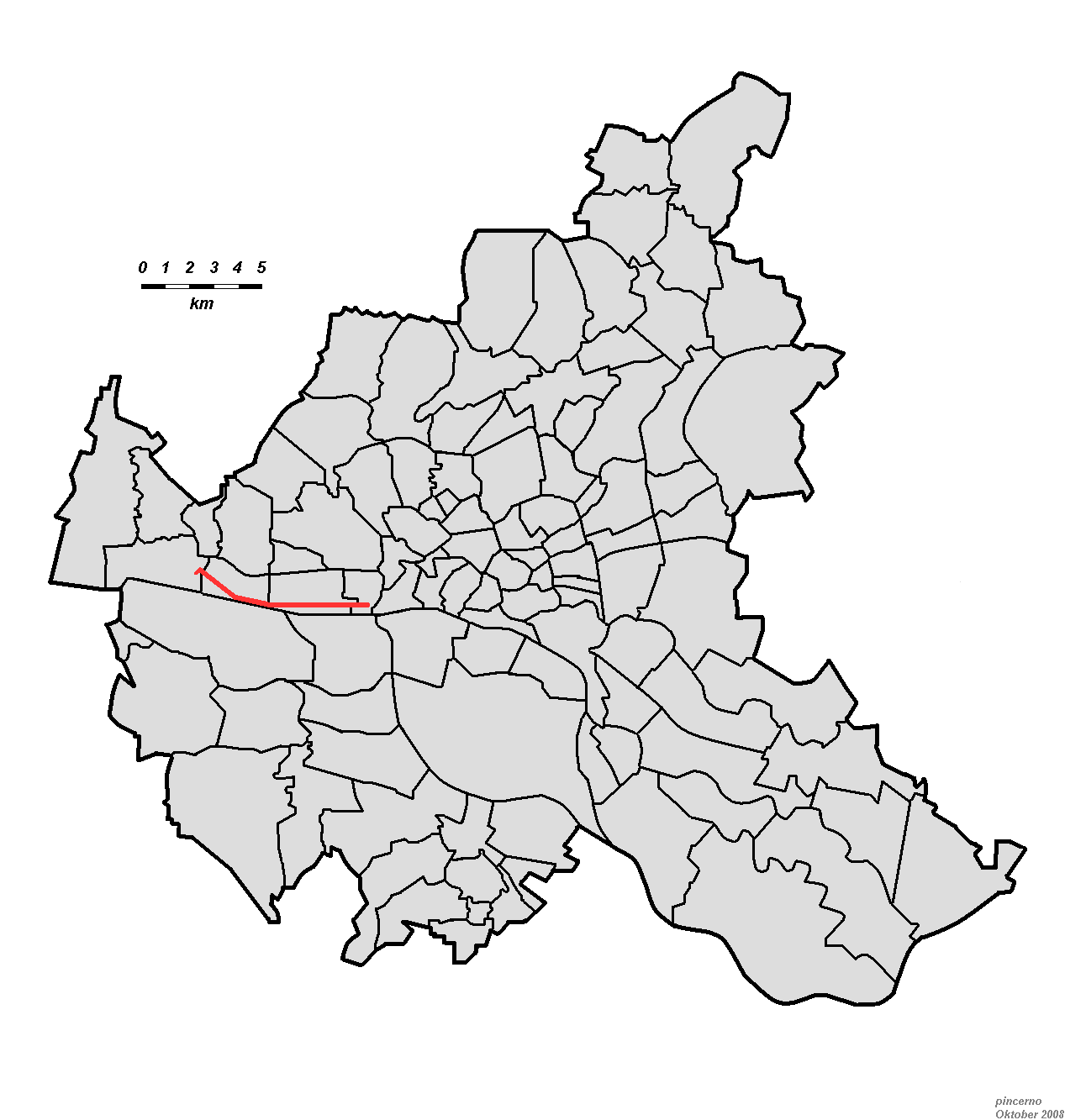
Lage und Verlauf der Elbchaussee

Die Elbchaussee ist eine Straße in Hamburg, die sich von Ottensen stromabwärts entlang der Unterelbe bis nach Blankenese über eine Länge von 8,6 Kilometern erstreckt. Entlang der Elbchaussee stehen eine Fülle bedeutsamer Villen und Herrenhäuser, eingegliedert in großzügige Parkanlagen. Seit dem Anfang des 19. Jahrhunderts war die Elbchaussee eine sehr beliebte Ausflugsstrecke. Erst mit dem Beginn der Hochmotorisierung ab den 1950er-Jahren und durch Errichtung des Elbuferwanderweges ließ die Beliebtheit als Ausflugsziel deutlich nach. Den Nimbus der „feinen Adresse“ konnte die Elbchaussee – obwohl mittlerweile Hauptverkehrsstraße der Elbvororte – bis heute aufrechterhalten.

## Namensgebung
Die Straße hieß früher in ihrer östlichen Hälfte von Ottensen bis Othmarschen „Flottbeker Chaussee“, die westliche Hälfte von Flottbek bis Blankenese „Elbchaussee“. Nach dem Zweiten Weltkrieg wurde die Umbenennung zur einheitlichen Elbchaussee vollzogen.

## Geschichte

### Verkehr

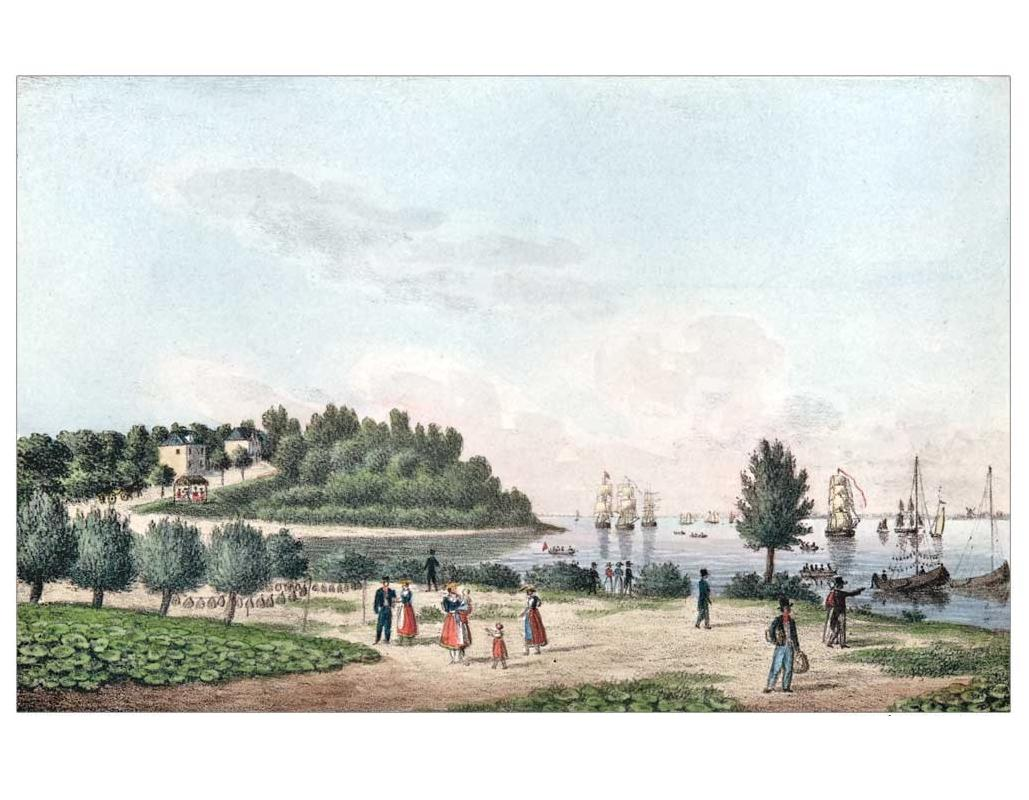
Die Brücke der Elbchaussee führte 1830 bei Teufelsbrück über die Flottbek

Ursprünglich war die Elbchaussee ein sandiger Fahrweg, bis die Anwohner Ende der 1820er-Jahre einen Wegbauverein gründeten und den Weg zu einer schmalen Chaussee ausbauten. Dieser Wegbauverein erhielt die staatliche Konzession, an Sonn- und Feiertagen bei allen Benutzern, ausgenommen den Fußgängern, für die Chausseebenutzung ein Wegegeld zu erheben. Dafür wurden einige Schlagbäume errichtet, nachweislich auf der Höhe des heutigen Hohenzollernringes, der Schlagbaumtwiete und wahrscheinlich an der Holztwiete. Der Wegezoll war verpachtet und 1890 wurden angeblich 16.000 Mark eingenommen. Am 1. April 1890 wurde der östliche Teil der Elbchaussee von der Stadt Altona übernommen und die Schlagbäume und der Wegzoll abgeschafft.
1895 wurden auf dem Gebiet von Altona bis Othmarschen für eine einspurige Pferdebahn Gleise verlegt, Widerstand regte sich gegen die später geplante Elektrifizierung der Strecke. Der erste Motorwagen fuhr am 5. Oktober 1898 über die Elbchaussee nach Blankenese. Der zunehmende Autoverkehr wurde jedoch bald als störend empfunden. Bereits 1904 war an Sonn- und Feiertagen im Sommer der Autoverkehr rund um Teufelsbrück, genauer zwischen Holztwiete und Sieberlingstraße, untersagt. 1910 wurde das Verbot wieder aufgehoben, bevor im Februar 1911 nach einem Unfall in Teufelsbrück die gesamte Elbchaussee an diesen Tagen gesperrt wurde. Die sonst zulässige Höchstgeschwindigkeit betrug ab 1904 15 km/h, ab 1912 25 km/h. 1913 wurden die Sperrzeiten genauer gefasst und galten sonn- und feiertags von 9 bis 23 Uhr.
Ab dem 15. März 1923 wurde die Elbchaussee auch werktags ab 15 Uhr für den Autoverkehr gesperrt. Mit einigen unwesentlichen Änderungen galten diese Zeiten bis zum Zweiten Weltkrieg. Da im Krieg fast alle Privatleute ihre Autos abgeben mussten, gab es kaum noch Verkehr auf der Elbchaussee. Nach dem Krieg nutzte vor allem die britische Besatzungsmacht die Elbchaussee und verbreiterte sie weiter. An eine Sperrung war jetzt nicht mehr zu denken. Nach Prozessen mit den Anwohnern und den entsprechenden Entschädigungsleistungen an diese wurde die Elbchaussee Anfang der 1950er-Jahre von einer Privatstraße zu einer normalen öffentlichen Straße.
Ab 2021 wurde die Straße in weiten Teilen zwischen der Einmündung Parkstraße und der Kreuzung Schenefelder Landstraße (Ring 3)/Mühlenberg mit sog. Kopenhagener Radwegen, die sowohl vom Kfz- wie auch vom Fußverkehr baulich getrennt sind, ausgestattet. Aufgrund des teils niedrigen Straßenquerschnitts wurden in einzelnen Abschnitten nur jeweils in einer Fahrtrichtung Radwege angelegt.
Die Schnellbuslinie 36 im HVV befuhr bis zur Einstellung 2021 zwischen den Haltestellen Altonaer Rathaus und Mühlenberg fast die gesamte Elbchaussee, seitdem wird die Strecke von der Linie 112 bedient.

## Bebauung

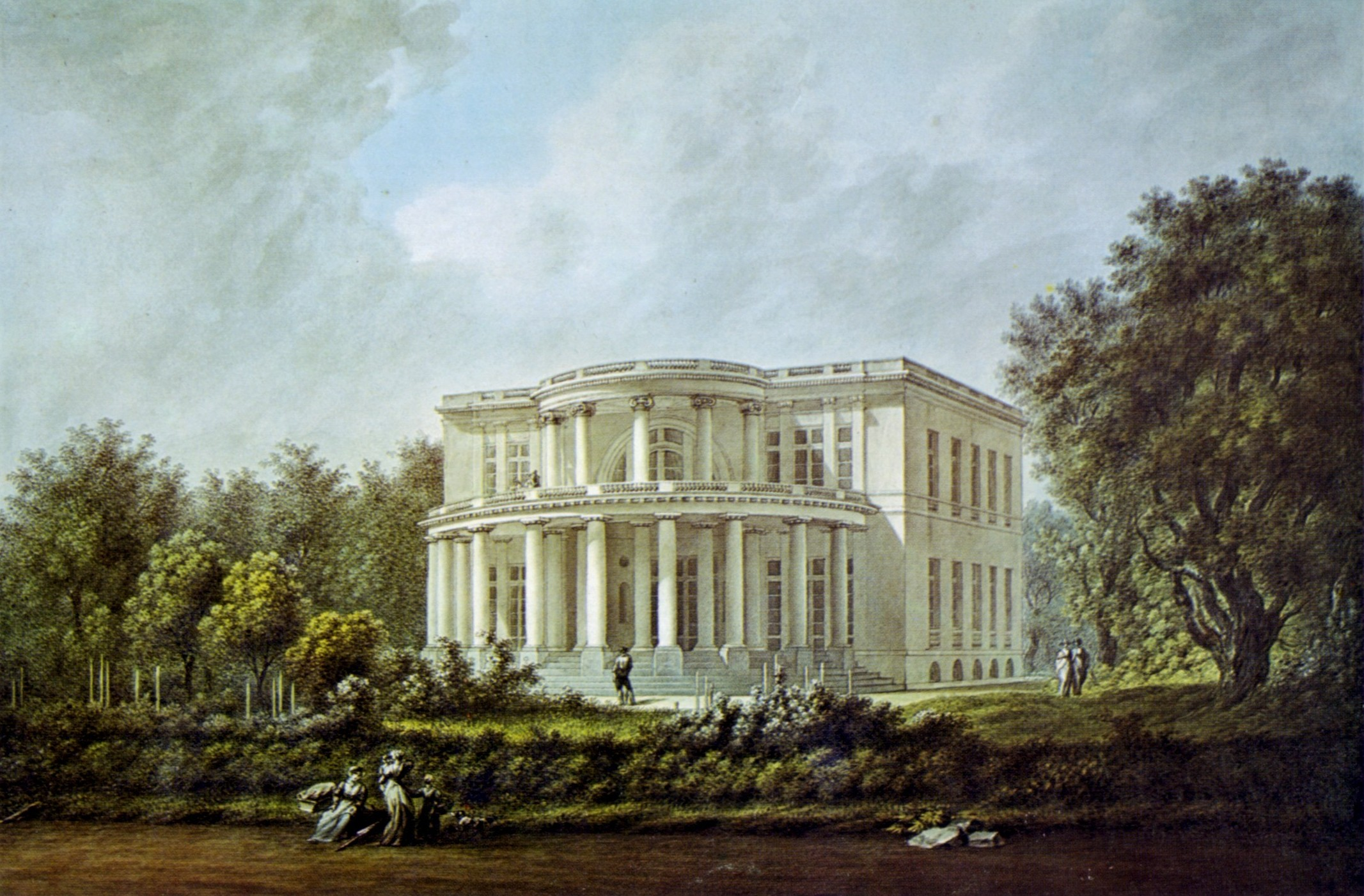
Landhaus Brandt, „Säulenhaus“ um 1825

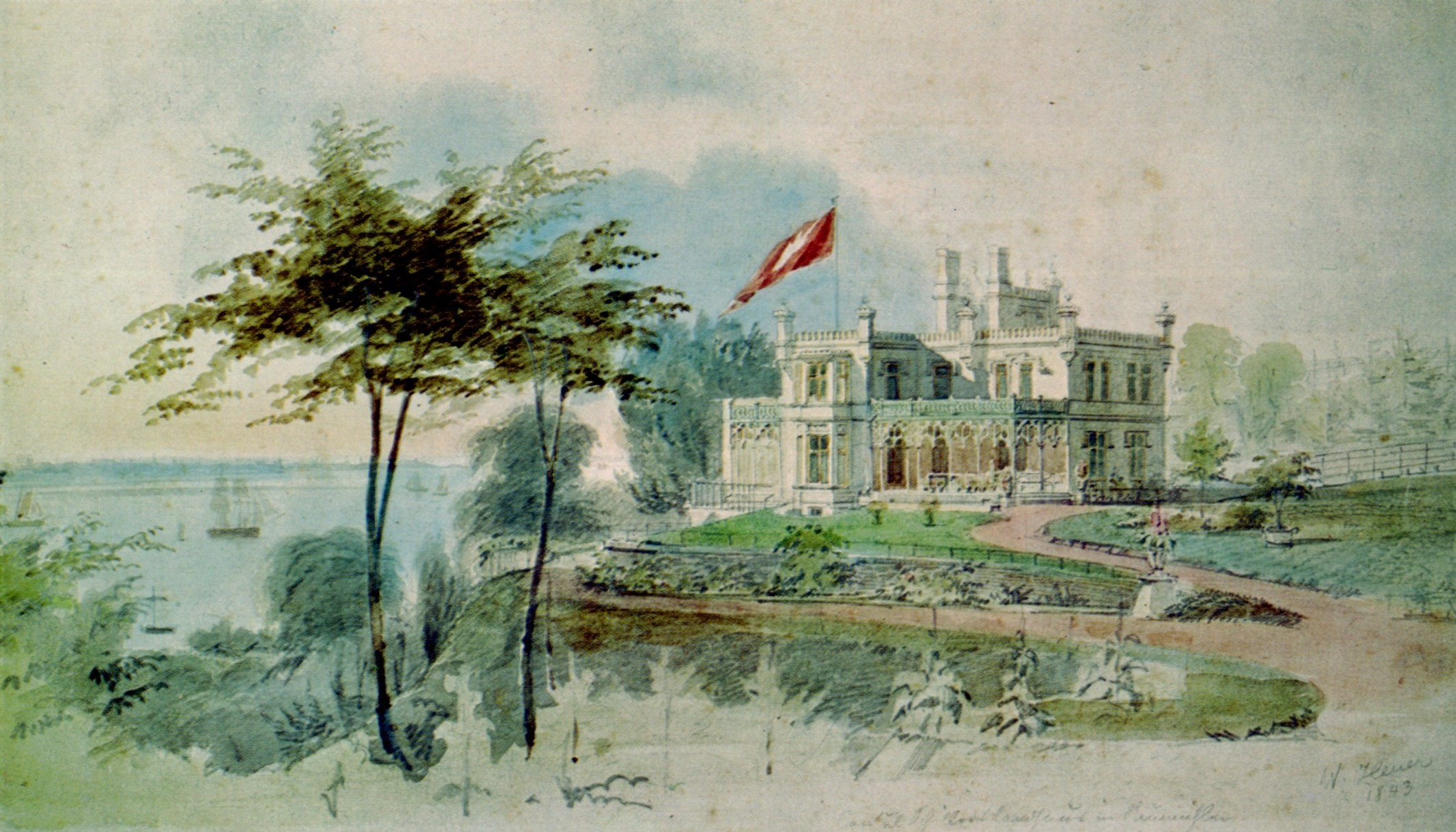
Landhaus Schiller, „Schillerburg“ im Jahr 1843

### Villen an der Elbchaussee
- Landhaus J. C. Godeffroy
- Villa de Freitas
- Landhaus Baur (Elbschlösschen)
- Jenisch-Haus
- Villa Schröder, Sitz des Internationalen Seegerichtshofs
- Weißes Haus von Nienstedten
- Voghts Landhaus

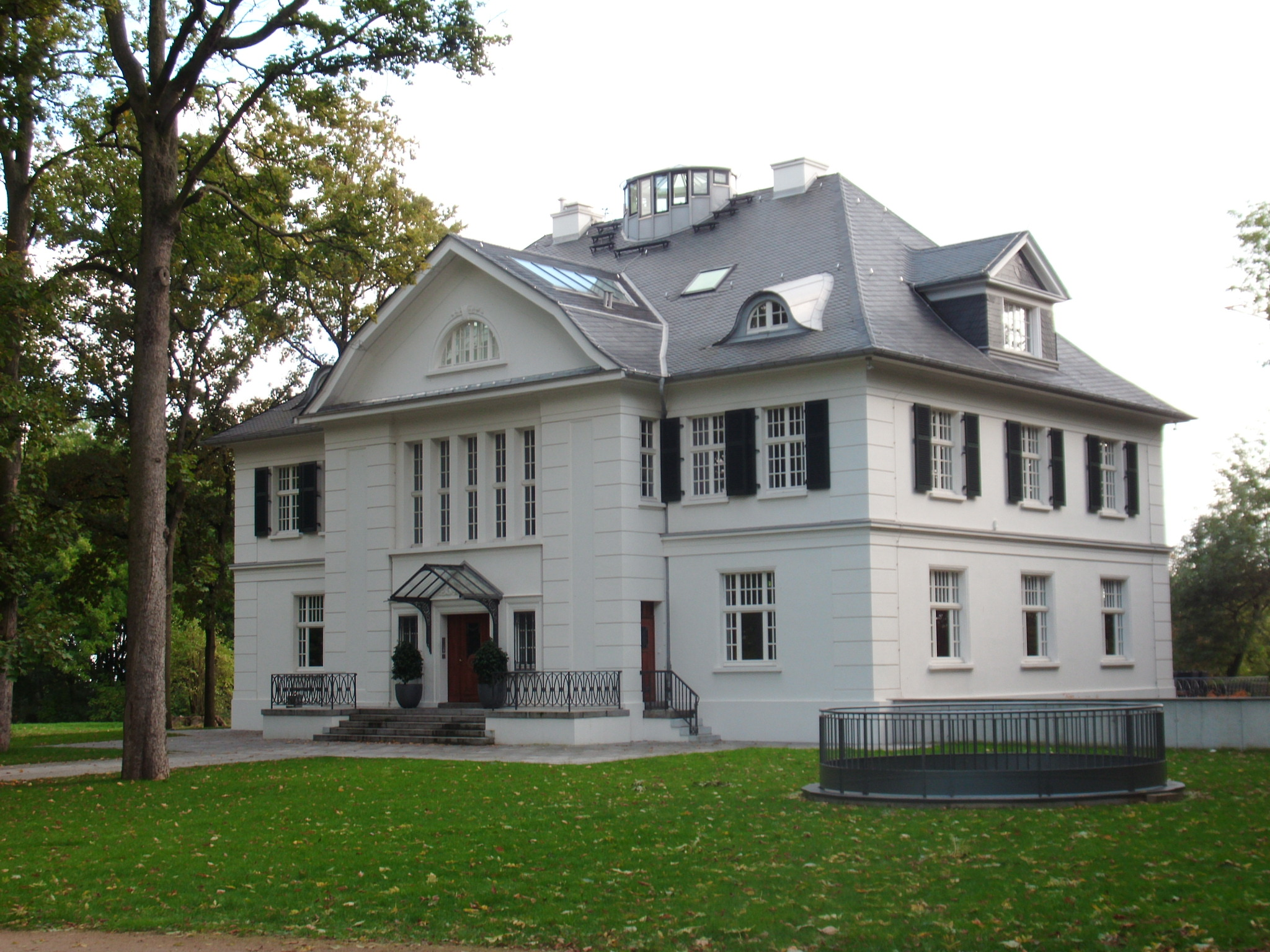
Plangesche Villa, Elbchaussee 43
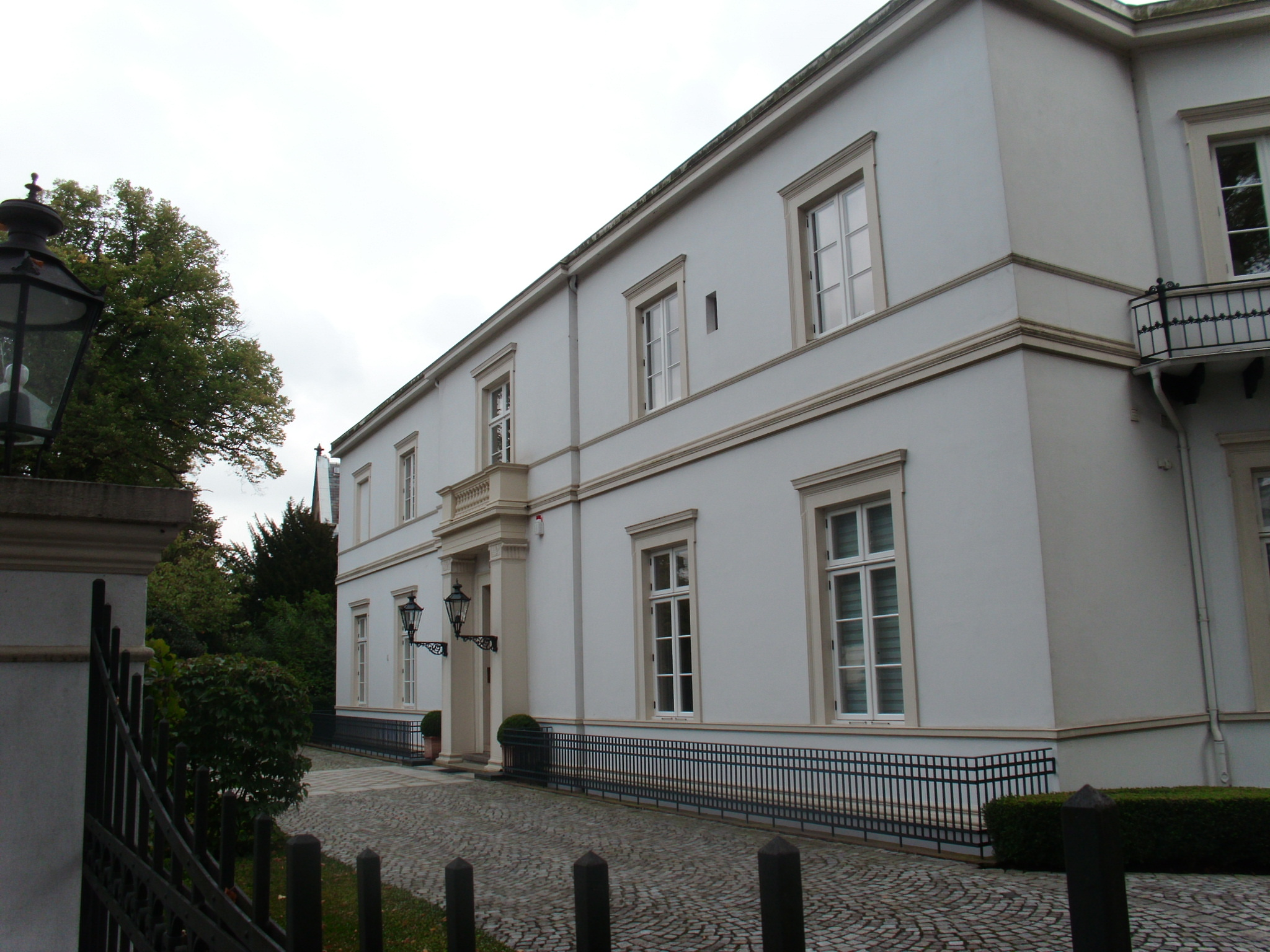
Landhaus Weber, Elbchaussee 153
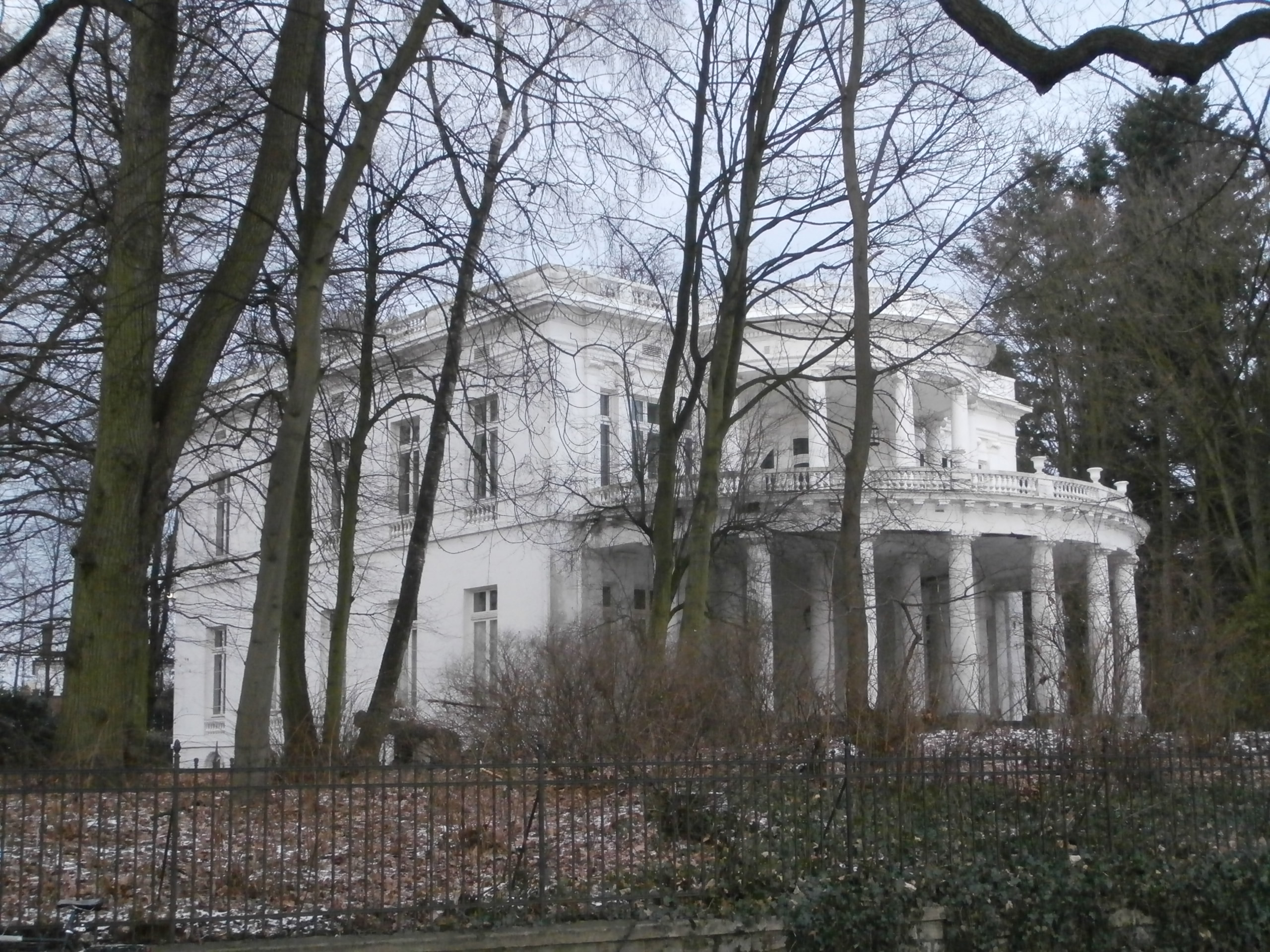
Landhaus Brandt, genannt „Säulenhaus“, Elbchaussee 186
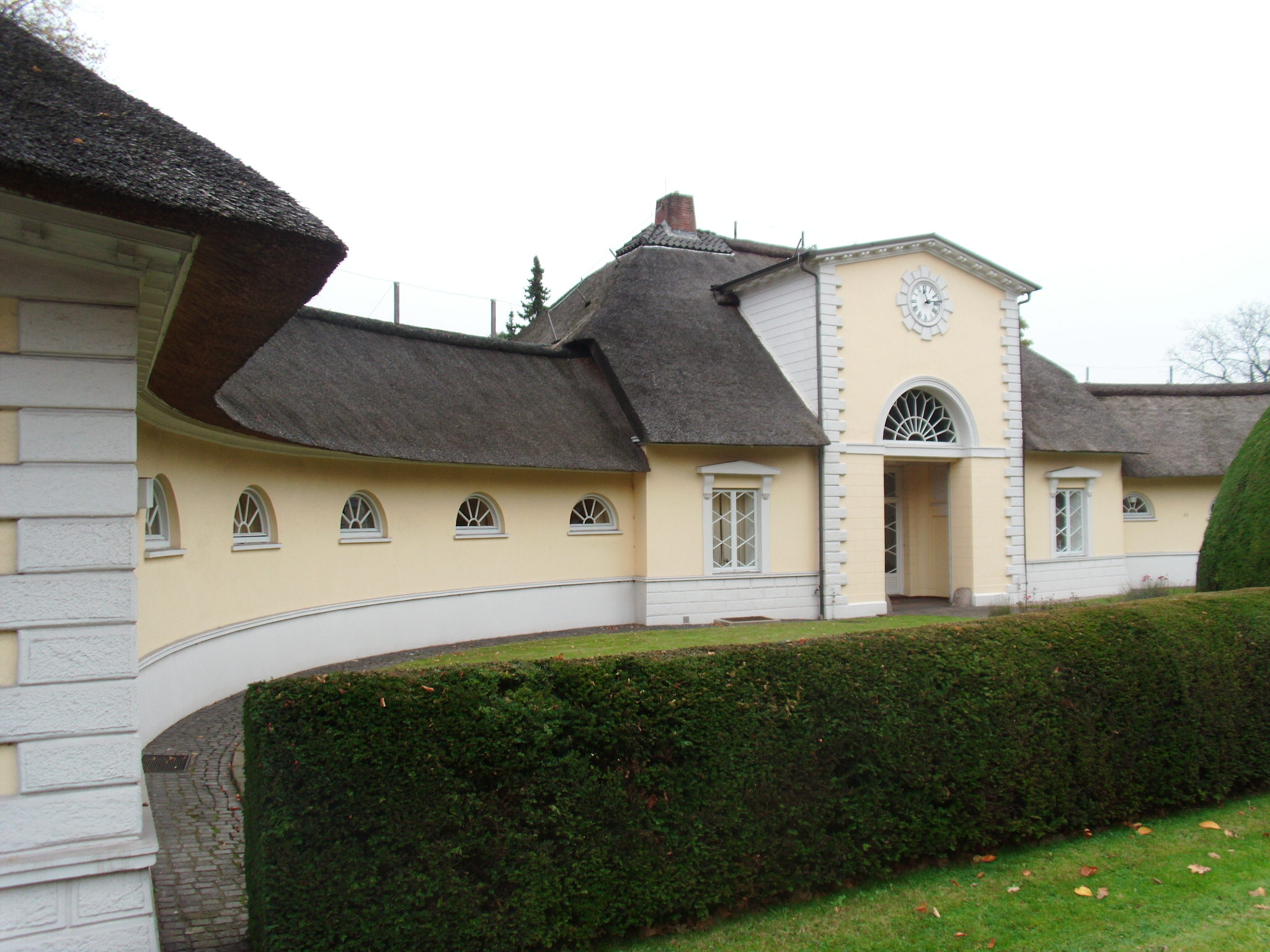
„Halbmond“, Elbchaussee 228 (Remise des „Landhaus Thornton“ (1795/1796), später „Landhaus Schröder“, nach 1913 abgerissen)
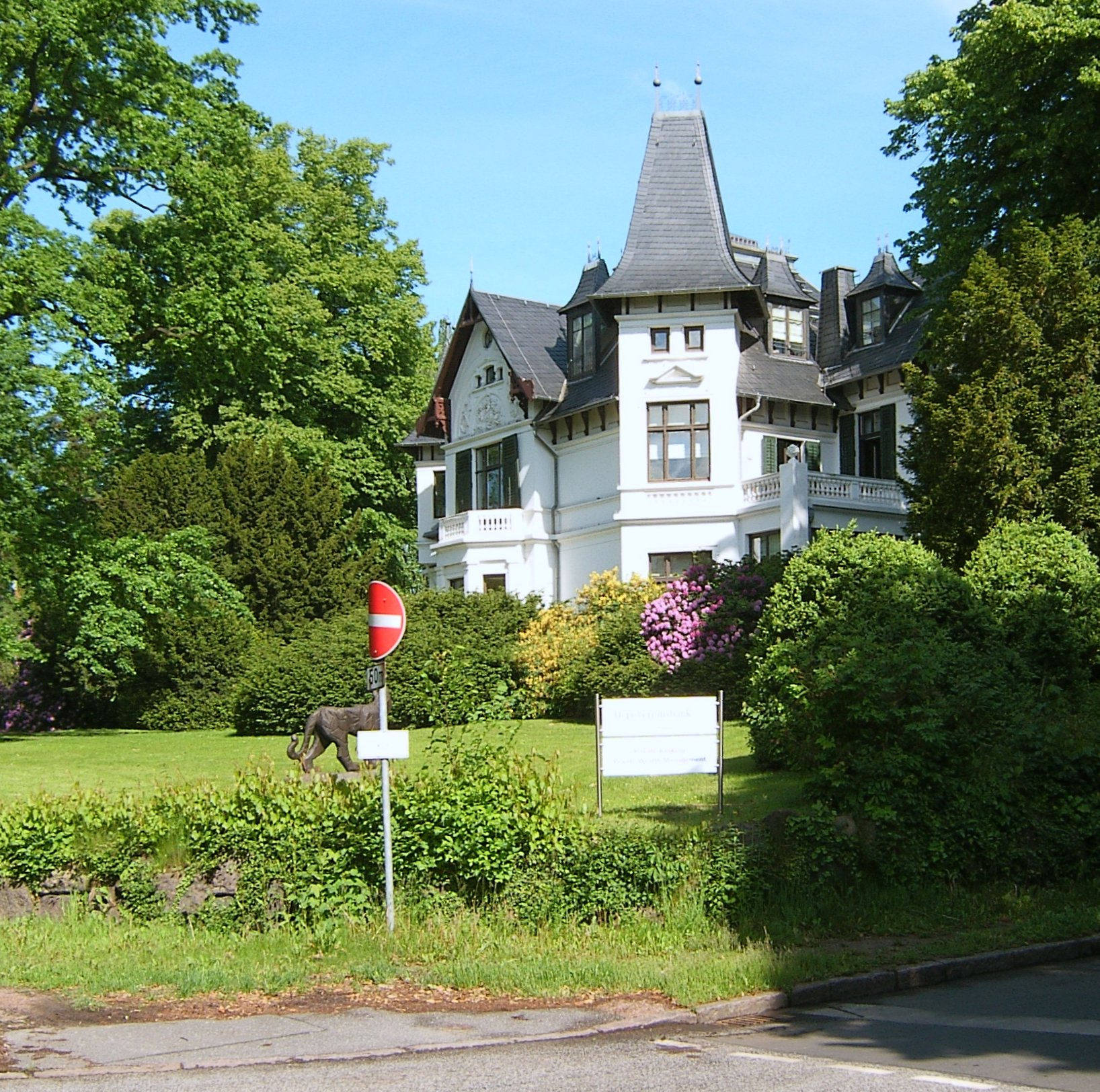
Bürovilla, Elbchaussee 354
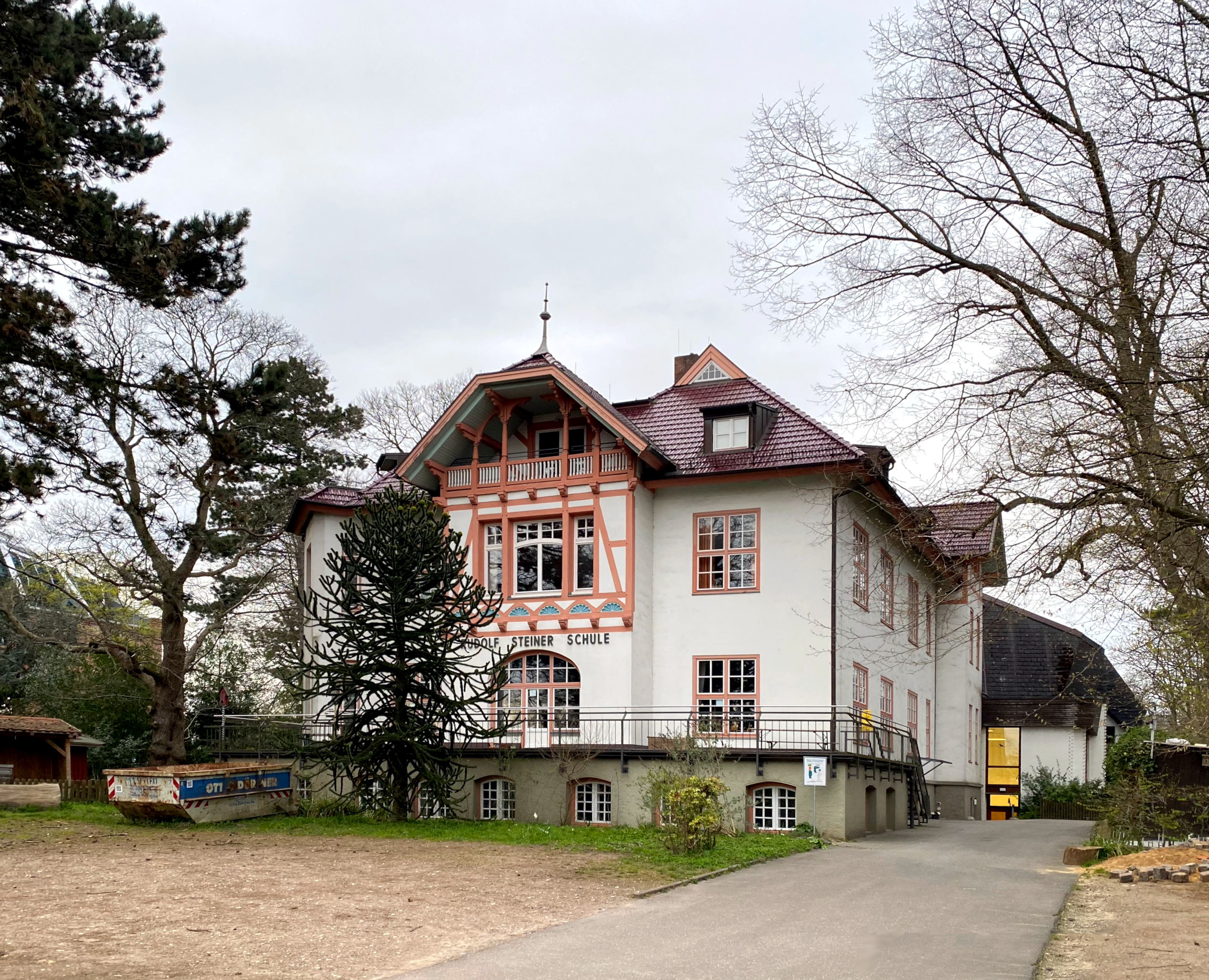
Rudolf Steiner Schule, Elbchaussee 366

### Entwicklungen

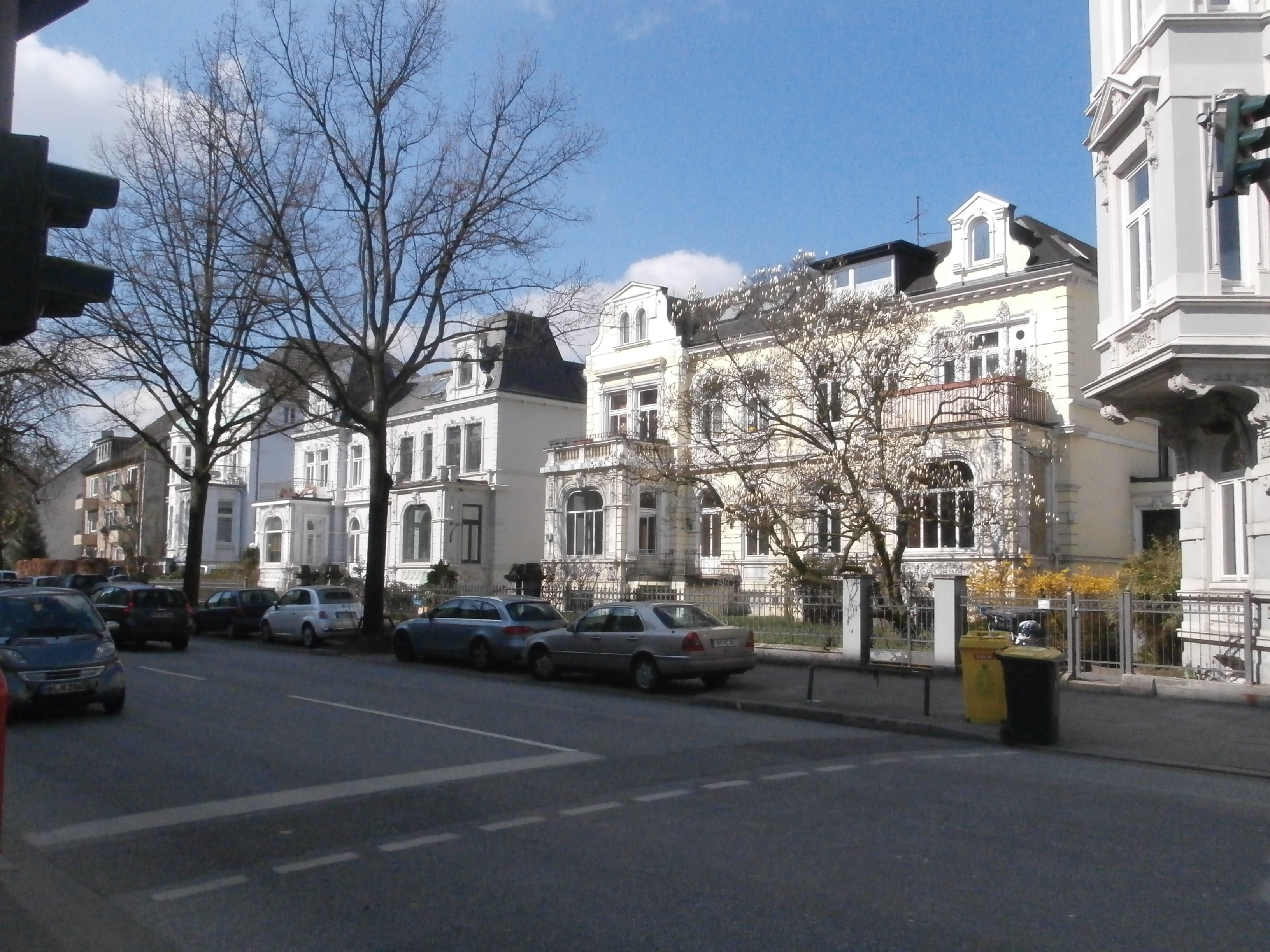
Denkmalgeschützte Reihenvillen, Elbchaussee 20–26

Viele historische Villen an der Elbchaussee werden zunehmend abgerissen und durch Neubauten ersetzt. Anlässlich der Kritik durch Denkmalpfleger, Architekten und Anwohner gab die Hansestadt eine Studie in Auftrag, bei der die Entstehungsgeschichte der 501 Häuser und Grundstücke an der Elbchaussee nachgezeichnet und überprüft wurde, ob sich die Bauten harmonisch in das Umfeld einfügen. Laut der 2002 erschienenen Untersuchung zeichnet sich die Elbchaussee insbesondere durch individuelle Bebauung aus. Etwa 38 % der Häuser entstanden in der Gründerzeit zwischen 1871 und 1919 und wurden nach den individuellen Vorstellungen und Bedürfnissen der damaligen Kaufleute gebaut. 44 % der Gebäude sind seit 1950 entstanden, davon etwa 28 % seit Ende der 70er Jahre, 12 % zwischen 1980 und 2000 und etwa 4 % in den Jahren 2001 und 2002. Jedes vierte Haus steht unter Denkmalschutz. Laut der Expertise passen fast alle Neubauten nicht zu der Bebauung der Umgebung. Dies betreffe insbesondere die Mehrfamilienhäuser und Neubauten an der Ecke Elbchaussee/Liebermannstraße oder auf dem ehemaligen Gelände der Elbschloss-Brauerei. Der Altonaer Bauamtsleiter Reinhold Gütter äußerte sich dazu: „Viele Bauherren stimmen mit uns in der Erhaltung der Struktur der Elbchaussee überein. Doch wenn es an ihre Grundstücke geht, dann haben sie nur noch die Geschosszahl im Kopf.“ Hamburgs Oberbaudirektor Jörn Walter sagte 2013, dass an der Elbchaussee Neubauten errichtet wurden, „die dort einfach nicht hingehören und alles andere als Vorzeigeexemplare“ seien, manche Häuser seien „zu groß und krötenhaft“ ausgefallen. Das Bezirksamt Altona ließ verkünden, dass es „bedenkliche Entwicklungen in Teilabschnitten der Elbchaussee“ gebe, allerdings könne man aus Sicht des Amtes die „pauschale Behauptung, die Elbchaussee gehe architektonisch den Bach herunter“ so nicht bestätigen.
Um diese baulichen Entwicklungen einzudämmen, wurden an der Elbchaussee drei Erhaltungssatzungen durchgesetzt: für das Gebäudeensemble mit den Hausnummern 81 bis 91 in der Nähe des Donners Parks, für die Häuser an der Elbchaussee 132 bis 168 auf der Landseite bzw. 131 bis 167 auf der Wasserseite sowie die Gebäude mit den Hausnummern 221 bis 275.

### Kirchen und andere Gebäude

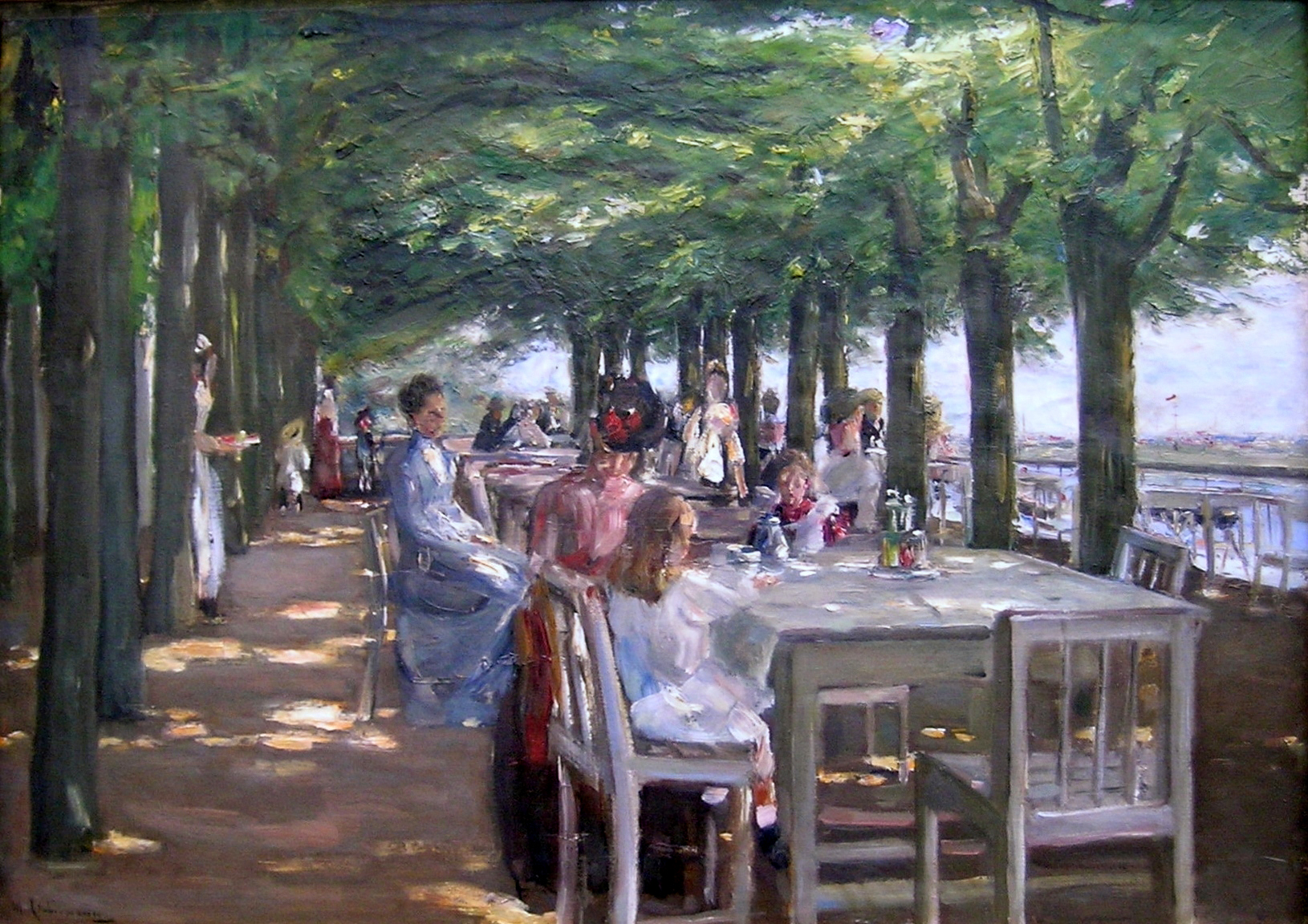
Max Liebermann: Terrasse des Restaurants Jacob (1902)

in der Reihenfolge von Ost nach West:
- Gartenhaus von Salomon Heine, sogenanntes Heine-Haus, heute Außenstelle des Altonaer Museums
- Kirche der Mormonen in der denkmalgeschützten Villa, Elbchaussee 180
- Landhaus Scherrer, Gourmetrestaurant
- Alte Mälzerei der ehemaligen Elbschloss-Brauerei
- Internationaler Seegerichtshof
- Hotel Louis C. Jacob in Nienstedten
- Nienstedtener Kirche
- Katholische Kirche Maria Grün
- Chinesisches Generalkonsulat an der Elbchaussee 268.

## Parkanlagen an der Elbchaussee
- Heine-Park
- Donners Park

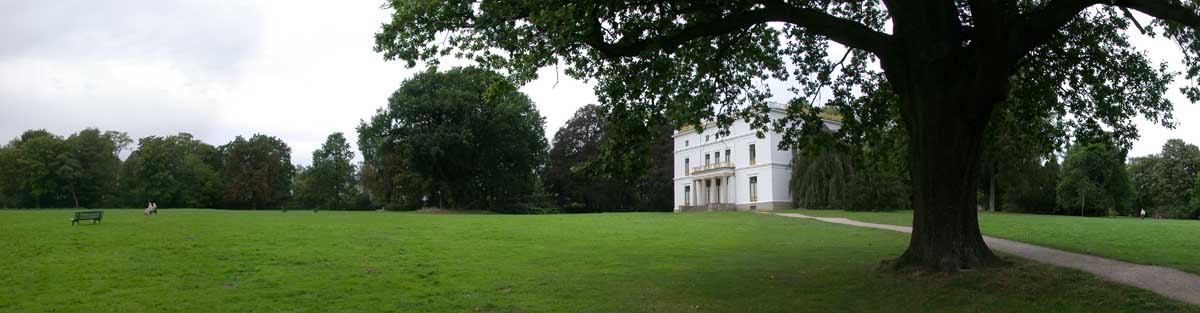
Jenischhaus in Othmarschen

- Rosengarten mit Liebermannpark (Zusammen mit dem Donners Park Gelände der Altonaer Gartenbauausstellung von 1914)
- Schröders Elbpark
- Hindenburgpark
- Jenischpark
- Wesselhoeftpark bei Teufelsbrück
- Nienstedtener Friedhof
- Hirschpark
- Baurs Park